# Hacatur I
Hacatur I (ur. ?, zm. ?) – w latach 1642–1643 22. ormiański Patriarcha Konstantynopola.